# Supermarine S.6
Die Supermarine S.6 war ein britisches Wasserflugzeug, das zur Teilnahme an der Schneider-Trophy entwickelt wurde.

## Geschichte und Konstruktion
Bei der Supermarine S.6 handelte es sich um einen Einsitzer mit zwei Schwimmern, von dem der Konstrukteur Reginald Joseph Mitchell der Firma Supermarine zwei Exemplare anfertigte.
Der Wettbewerb fand am 6. und 7. September 1929 in Calshot Spit, Großbritannien, statt. Die eine S.6 wurde vor dem Rennen disqualifiziert, mit der anderen errang Flight Lieutenant H.R.D. Henry Richard Waghorn mit einer Durchschnittsgeschwindigkeit von 528,88 km/h den ersten Platz.
Am 12. September 1929 flog der Pilot Orlebar mit dem Siegerflugzeug 575,7 km/h, der damalige Weltrekord für Seeflugzeuge.

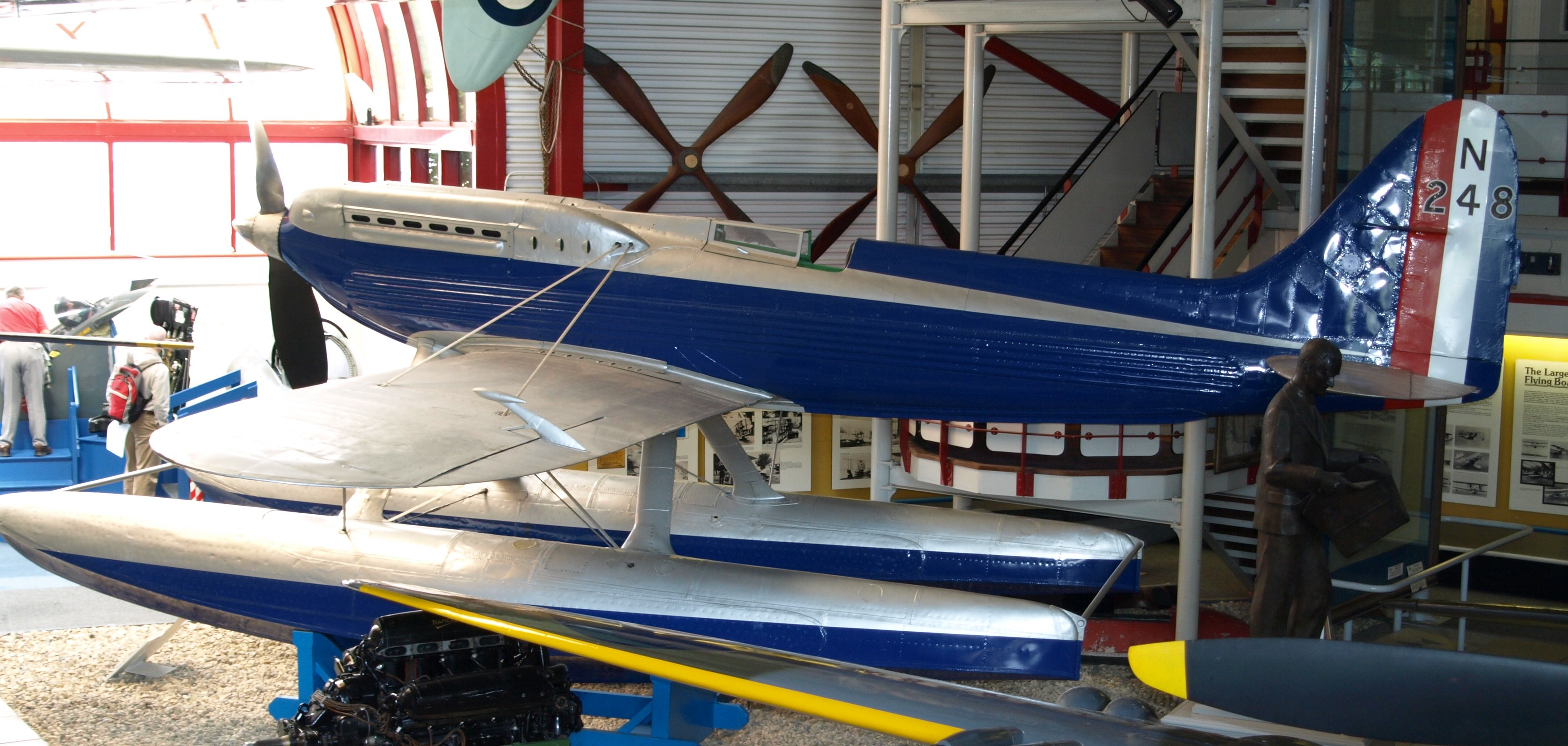
S.6A (N248) mit größeren Schwimmern, Solent Sky Museum, Southampton 2010

Für die Schneider-Trophy 1931 überarbeitete Mitchell zunächst die S.6 und setzte dabei größere Schwimmer ein. Diese Version wurde S.6A genannt. Gleichzeitig baute er die Supermarine S.6B, die schließlich zum Einsatz kam.

## Technische Daten
| Kenngröße             | Daten                                                                   |
| --------------------- | ----------------------------------------------------------------------- |
| Besatzung             | 1                                                                       |
| Länge                 | 8,73 m                                                                  |
| Spannweite            | 9,14 m                                                                  |
| Flügelfläche          | 13,5 m²                                                                 |
| Flügelstreckung       | 6,2                                                                     |
| Startmasse            | 2618 kg                                                                 |
| Höchstgeschwindigkeit | 575 km/h                                                                |
| Triebwerk             | ein Rolls-Royce R (12 Zylinder in V-Anordnung, 1.900 PS (ca. 1.400 kW)) |